# Berek Kohn
Berek (Wilhelm) Kohn (1835–1912) – żydowski przemysłowiec związany z Częstochową, właściciel pierwszych dużych zakładów przemysłowych w mieście.

## Życiorys
Berek Kohn urodził się w 1835 roku. W młodości prowadził sklep z artykułami piśmienniczymi w Wieluniu, który służył petentom urzędu powiatowego.
W 1867 roku przeprowadził się do prowincjonalnej Częstochowy, w której powstał powiat, i w 1869 roku zdecydował o odkupieniu od władz rosyjskich maszyn ze zlikwidowanej przez nie drukarni jasnogórskiej. Wspólnie z Adolfem Oderfeldem uruchomił drukarnię w nowo wybudowanym budynku przy ówczesnej ul. Teatralnej 30, położonym u zbiegu obecnych ul. Waszyngtona i al. Wolności. W latach 60. XIX wieku Kohn i berliński kupiec Karol Ginsberg przeprowadzili osuszanie bagien i rozlewisk oraz regulację przepływających przez Częstochowę Warty i Kucelinki, a także wybudowali nowy kanał, doprowadzający wodę do napędzania młynów kruszących surowiec i przetwarzających miazgę celulozową na papier w wybudowanej w 1872 roku papierni, która pozwoliła im uniezależnić się od dostawców surowca. Ponieważ papier produkowano z odpadów z obróbki drewna, dlatego też Kohn, zaciągając pożyczki od galicyjskich finansistów Markusfeldów, zdecydował o budowie fabryki mebli. Równocześnie powstała fabryka obić papierowych i papieru kolorowego Adolfa Markusfelda i jego syna Henryka.
Przed przybyciem Kohna do Częstochowy miejski przemysł zatrudniał 24 robotników, a większość mieszkańców żyła z rolnictwa. W okresie jego działalności liczba mieszkańców wzrosła z ok. 10 do 60 tysięcy, a większość z nich została zatrudniona w nowo powstających zakładach przemysłowych – jego działalność w Częstochowie przyciągnęła do miasta kolejnych inwestorów. Należał do rady miejskiej Częstochowy.
Od czasu uruchomienia drukarni zaczął używać imienia Wilhelm. Spadkobiercą Kohna został jego syn, Jakub.
Fabryka Papieru i Młynów Walcowych Karola Ginsberga i Berka Kohna, od 1945 roku Częstochowska Papiernia została wyburzona w 2009 roku. W miejscu tym wybudowano Galerię Jurajską. Dawny kanał przy papierni zasypano, budując w tym miejscu ulicę. W 2010 roku otrzymała ona nazwę „Kanał Kohna”.
Budynek Zakładów Graficzno-Papierniczych przy ul. Waszyngtona (znanych jako Drukarnia Oderfelda i Kohna), mimo walki o odbudowę, został w 2010 roku rozebrany z powodu złego stanu technicznego.